# Jasmine Takács
Jasmine Irena Anna Takács (i folkbokföringen skrivet Takacs), född 2 juni 1987, är en svensk professionell dansare och fotomodell.

## Biografi
Takács har varit aktiv som professionell dansare under flera års tid. Hon har bland annat agerat som bakgrundsdansare åt Justin Bieber och Backstreet Boys, samt agerat som modell för den 24:e James Bond-filmen Spectre från 2015. Hon har också deltagit i TV-programmet Britain's Got Talent (den brittiska motsvarigheten till Talang i Sverige) under år 2020, tillsammans med danskollegan Aaron Brown.

## Let's Dance
Takács anslöt sig år 2017 som dansare och danslärare till TV-programmet Let's Dances tolfte säsong på TV4, sedan hon hade kommit i kontakt med en av programmets tidigare dansare och danslärare David Watson. I sin debut i programmet fick hon uppdraget att agera som danspartner åt skådespelaren Johannes Brost, som hon placerade sig på en sjundeplats med. Hon har därefter återkommit och medverkat varje år som danspartner till andra manliga kändisdeltagare i programmet, fram tills det lades på is efter 2023 års säsong. När programmet under våren 2025 ska komma tillbaka med en nittonde säsong, kommer hon återigen att axla rollen som dansare och danslärare, denna gång åt kocken Tommy Myllymäki.
Under Takács medverkan i 2018 års säsong av Let's Dance, råkade hon ut för en fotskada när hon övade på att göra ett lyft tillsammans med sin danspartner Gustaf Hammarsten. TV4 tog då in en ersättare som skulle ta över dansträningen med Hammarsten. Hon förblev dock fortsatt danspartner till Hammarsten, fram tills de fick lämna programmet i avsnitt 5, den 20 april samma år.

## Insatser i Let's Dance (2017–2025)
| Säsong    | Danspartner       | Placering      |
| --------- | ----------------- | -------------- |
| Säsong 12 | Johannes Brost    | 7:a            |
| Säsong 13 | Gustaf Hammarsten | 8:a            |
| Säsong 14 | Thomas Ravelli    | 6:a            |
| Säsong 15 | Anders Jansson    | Ingen (avhopp) |
| Säsong 16 | Michel Tornéus    | 4:a            |
| Säsong 17 | Aron Anderson     | 4:a            |
| Säsong 18 | Kodjo Akolor      | 8:a            |
| Säsong 19 | Tommy Myllymäki   | TBA            |